# Stenalcidia celosoides
Stenalcidia celosoides là một loài bướm đêm trong họ Geometridae.